# 國防醫學大學預防醫學研究所
國防醫學大學預防醫學研究所（簡稱預醫所）是中華民國一個隸屬國防醫學大學的醫學研究中心，協助疫情調查、微生物培養、疫苗生產等生化防護角色，並擁有亞洲第一個第四級生物安全實驗室。

## 參閲
- 生物安全实验室
- 中華民國與大規模殺傷性武器
- 檢驗及疫苗研製中心